# ドリンクバー
ドリンクバー（drink bar）は、外食産業のレストラン店内におけるセルフサービス方式のフリードリンクコーナーである。若者には、ドリバと略語で呼ばれることがある。
名称が定着しているために、サービスそのものがドリンクバーと呼ばれることが多い。

## ドリンクバーの特徴・利用方法

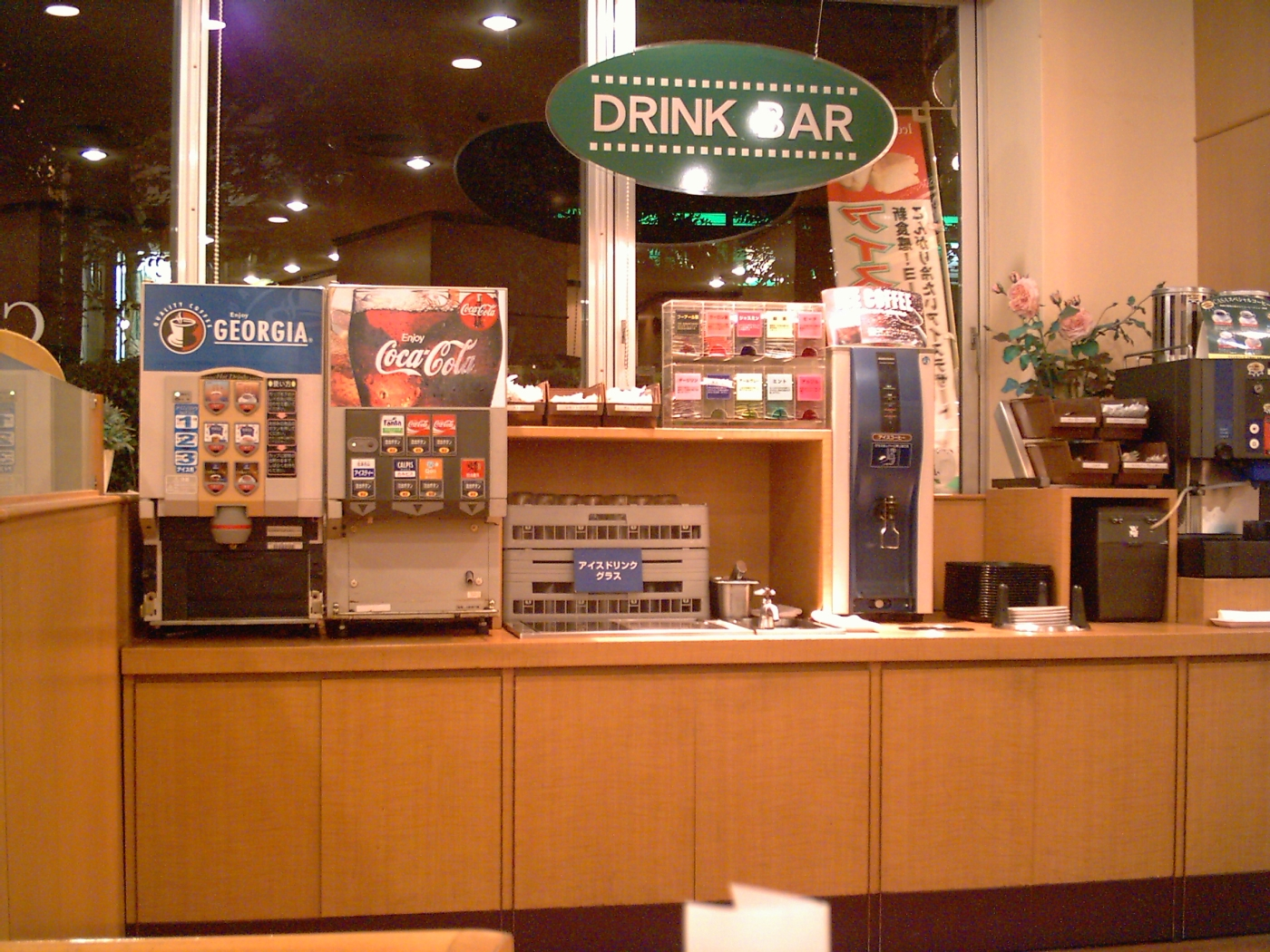
ファミリーレストラン（CASA）

注文後、ドリンクバーコーナーまで出向き、好きなドリンクを選択し必要に応じて砂糖やクリーム・氷などを加え、席へ戻って賞味する。基本的に1人1個のカップ・グラスで利用し、グループでの回し飲みは禁止されている。規定料金を払えばお替わりの制限はなく利用出来る（一種のサブスクリプション）。
ただ飲み物によっては熱いもの（ホット）、冷たいもの（コールド）があるため途中でカップやグラスを交換した方がより美味しく飲むことができるが、店舗によって対応が異なりカップやガラスの交換が可能な場合と不可能な場合がある。なお複数の飲料を混ぜて飲む方法を表記しているレストランもあり、自分の嗜好に合わせて楽しむ利用者もいる。
2020年以降は新型コロナウイルス感染症の流行により、カップ・グラスは交換して使うようにと呼びかけるファミレスチェーン店が増えた。
朝食メニュー（一部チェーンではランチメニューやデザートセットでも）の場合、ドリンクバーがセットに含まれていることが多い。
また漫画喫茶ではフリードリンク制の店舗があるが、この場合は室料にドリンクバーの料金が含まれている事が多い。

## 始まり
1987年にショッピングセンターのニチイに出店しているハニーという店の責任者である西田英隆が、コカ・コーラとの話し合いで始めた。1992年、すかいらーくの子会社グリーンテーブルが「ガスト小平店」のプロトタイプ店舗を作り、低価格路線のメニュー、ドリンクバーの設置を行いオープンした所大ヒットとなり、バブル後の消費環不況で低迷していたすかいらーくは翌年ガストへの大規模な転換を行った。ガストは当初は「ホットドリンクバー」として温かい飲料水しか提供せず、ホットドリンクバーを注文した客に対してはカップを1つだけ渡していたので、当時は1つのカップのみで様々な飲料水を飲まなければならなかった。また、現在のガストではドリンクバーはプレミアムカフェという名称に変更されている。
当時のマスメディアにも大きく取り上げられ、ドリンクバーの認知度は世間に広がり、競合他社まで多大なる影響を与えて広がりを見せた。
一説にはもともとのコンセプトではなく、あまりの多忙さにあるアルバイト社員がコーヒーのデキャンタやポットを客席に置いて自由に飲ませたことから始まったとも言われる。居酒屋やカラオケボックスでグループ客に飲料を提供する際に使われるピッチャー（水差し）もヒントになったと考えられる。

## 発展
低価格路線で人気を博したドリンクバーだが、現在は種類の拡充にとどまらず1杯ずつ抽出する専用エスプレッソ・コーヒーマシンや果汁100%ジュースの導入など、さらなる進化を続けている。

### 飲料の種類と傾向
店舗の規模やスペース、レストランチェーンが契約している飲料メーカー・酒造メーカーに左右されるが概ね以下のような飲み物が主流。

#### コーヒー
アイスコーヒーはあらかじめ飲料メーカーで抽出したコーヒー原液で提供するものと、コーヒーマシンで抽出したホットコーヒーをグラスに入れた氷で冷やすものがある。
- ブレンドコーヒー
- アメリカン・コーヒー
- エスプレッソ
- カフェ・ラッテ（カフェ・オ・レ）
- カプチーノ

#### お茶
コーヒーマシンの給湯機能を使い、茶葉はティーバッグで提供することが多い。冷茶の場合は後述する清涼飲料水のサーバーやジュースクーラーで提供する。ロイヤルホールディングス系列（ロイヤルホスト・シズラーなど）のパラダイストロピカルティー（アイスティー）、バーミヤンのアジアンティー（烏龍茶・ジャワティー・ジャスミン茶など）など各社のこだわりが反映されやすい。
- 日本茶（煎茶・ほうじ茶・玄米茶・昆布茶など）
- 烏龍茶
- 爽健美茶
- プーアル茶
- 紅茶
- ジャスミン茶

#### 清涼飲料水
ラインアップは契約する飲料メーカーに左右されることが多い。健康志向を謳い、野菜ジュースや青汁を扱う店もある。
- コーラ
- 炭酸飲料（ジンジャーエール、メロンソーダ、炭酸水など）
- オレンジジュース
- カルピス（ジョナサンはカルピスの代わりにアンバサ）
- 茶系飲料（緑茶や烏龍茶やアイスティーや爽健美茶など）

#### その他の飲料
コーヒー、茶類以外にも以下のようなものが提供される。
- ココア
- スープ（スープバーで提供する場合が多い）
- ミルクティー

レストランチェーンによってはフローズンと呼ばれるシャーベット状のソフトドリンクやソフトクリームといったデザートがドリンクバーでも提供される。
一部の焼肉店チェーンではビールや日本酒などアルコール類もドリンクバーに加わる場合がある。たとえば、現在は全店ガストに転換されたすかいらーく系列のビルディにおいては「フルーティーバー」としてワインなどアルコール飲料も含めた飲料水の飲み放題を提供していた。

### スープバー
ドリンクバーに先んじて広まっていたのが、通常メインディッシュが来るまでの間に提供されるスープが飲み放題となるスープバーだった。主にステーキレストランで広まったが、通常のファミリーレストランでもランチタイムや休日など時間を限って実施することもある。
- ポタージュ（コーンスープが多い）
- ミネストローネ
- クラムチャウダー
- コンソメ（野菜スープ）
- 味噌汁
- 卵スープ
- わかめスープ

#### スープバーのあるファミリーレストランの例
- ステーキハウスフォルクス
- シズラー
- ビッグボーイ
- ジョイフル
- ガスト
- ココス

## ドリンクバーを導入しないレストラン
現在大手・中堅のレストランチェーン店ではドリンクバー導入率も高いが、「フルサービスレストラン」として差別化のためにあえて導入していないレストランチェーンもある。
また、ドリンクバーだけで延々と客が店に長居することで客席の回転率が悪化する（その店舗の席単価や利益率が下がる）弊害も見られるため、90分や2時間など時間制限を設けたり、駅前、繁華街、観光地など特定の条件の店舗に限ってドリンクバーを実施しない例もある。また、一部店舗で導入をしているロイヤルホストはドリンクバーを減らす方針を採っている。

### 非導入例
- レッドロブスター
- 和食さと（一部の店舗ではドリンクバー導入済み）
- とんでん（一部の店舗ではドリンクバー導入済み）
- びっくりドンキー
- 四六時中（一部の店舗ではドリンクバー導入済み）
- 餃子の王将
- 大阪王将

など

## レストラン以外のドリンクバー
- 複合カフェ
  - 漫画喫茶
  - インターネットカフェ
- 一部のファーストフード
- 一部の回転寿司
- 一部の映画館
- 一部のカラオケボックス

## ギャラリー

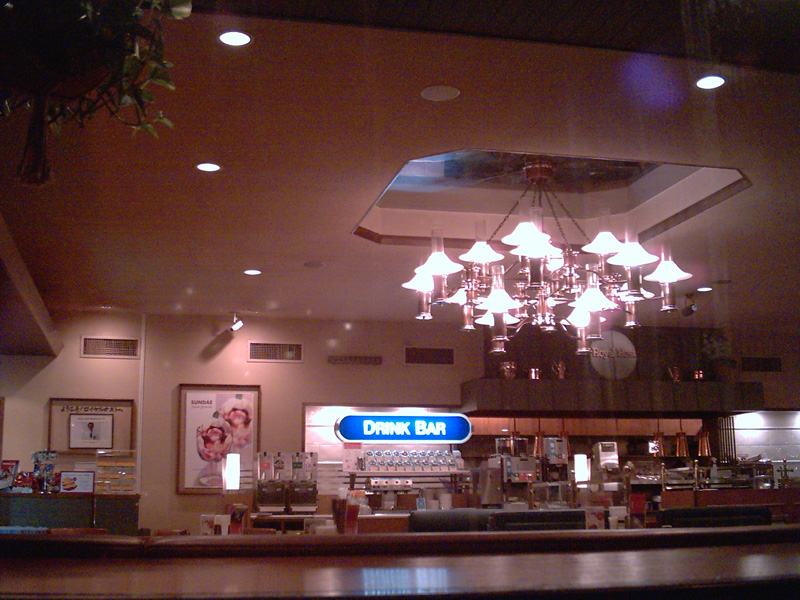
ロイヤルホスト
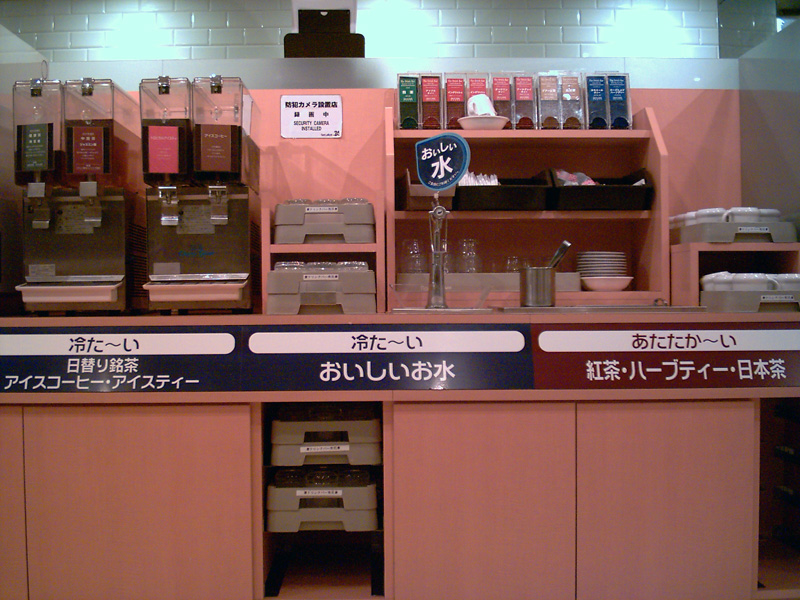
ガスト
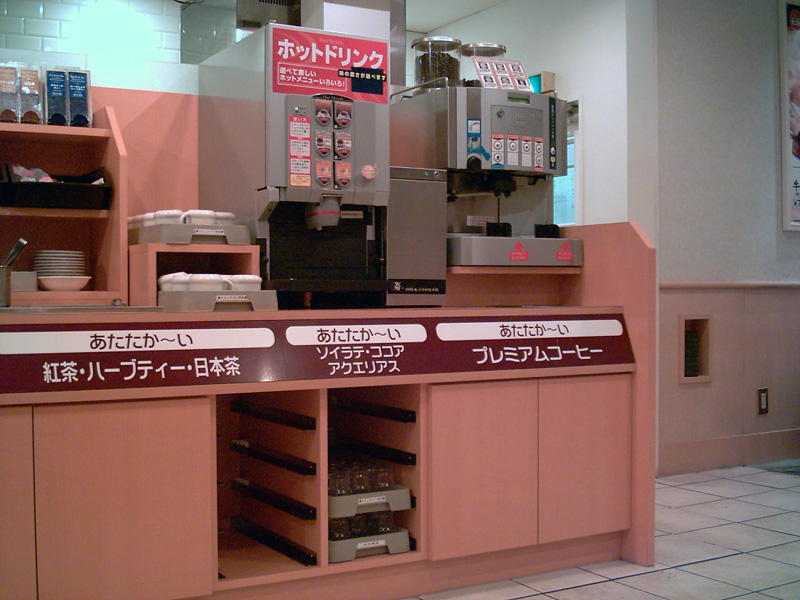
ガスト
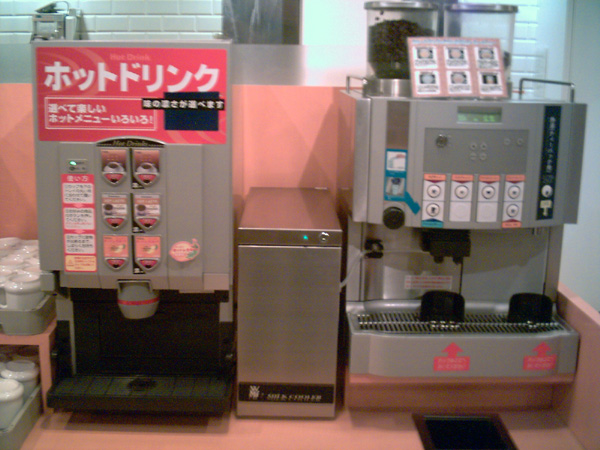
ガスト